# 74. Sinfonie (Haydn)
Die Sinfonie Es-Dur Hoboken-Verzeichnis I:74 komponierte Joseph Haydn vermutlich im Jahr 1780.

## Allgemeines

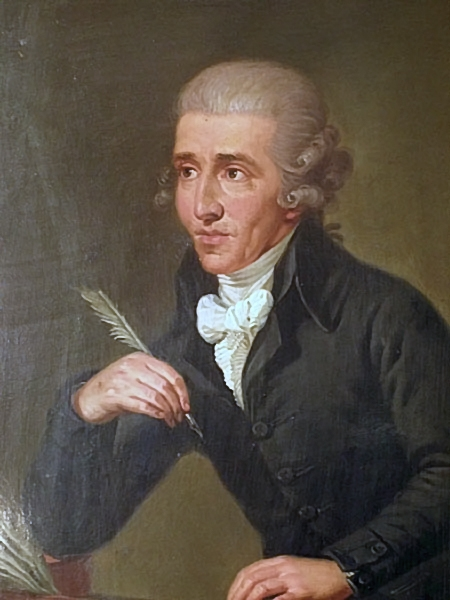
Joseph Haydn (Gemälde von Ludwig Guttenbrunn, um 1770)

Die Sinfonie Nr. 74 komponierte Haydn vermutlich im Jahr 1780 während seiner Anstellung als Kapellmeister beim Fürsten Nikolaus I. Esterházy.
Die Stimmen der Sinfonie sind Anfang der 1780er Jahre bei verschiedenen Verlegern erschienen, u. a. zusammen mit den Stimmen der Sinfonien Nr. 62, Nr. 63, Nr. 70 und Nr. 75 beim Berliner Verleger Hummel 1781 als „Oeuvre XVIII“. Möglicherweise komponierte Haydn zumindest einige diese Sinfonien auf Drängen Hummels oder aus eigenem Marketinginteresse, um die für eine solche Serie übliche Zahl von sechs Sinfonien zu erreichen.
Im Sommer 1781 wandte sich der Geigenbauer William Forster mit der Bitte an Haydn, ihm für seinen neugegründeten Musikverlag einige Werke zu verkaufen. Die Sinfonie Nr. 74 ist das erste Werk, Forster von Haydn erhalten hat. Die geschäftliche Beziehung mit Forster wurde in den Folgejahren für beide Seiten bedeutungsvoll, da Forster mehr als 120 Werke Haydns veröffentlichte, darunter auch die Pariser Sinfonien.

„In diesem Werk sind die allgemein verbreiteten Stilaspekte, die für diese Zeit charakteristisch waren, mit Chromatik, überlegener Kunstfertigkeit und expressiver Heftigkeit vermischt.“

## Zur Musik
Besetzung:  Querflöte, zwei Oboen, zwei Fagotte, zwei Hörner, zwei Violinen, Viola, Cello, Kontrabass. Über die Beteiligung eines Cembalo-Continuos in Haydns Sinfonien bestehen unterschiedliche Auffassungen.
Aufführungszeit:  ca. 20 bis 25 Minuten (je nach Einhalten der vorgeschriebenen Wiederholungen).
Bei den hier benutzten Begriffen der Sonatensatzform ist zu berücksichtigen, dass dieses Schema in der ersten Hälfte des 19. Jahrhunderts entworfen wurde (siehe dort) und von daher nur mit Einschränkungen auf die Sinfonie Nr. 74 übertragen werden kann. – Die hier vorgenommene Beschreibung und Gliederung der Sätze ist als Vorschlag zu verstehen. Je nach Standpunkt sind auch andere Abgrenzungen und Deutungen möglich.

### Erster Satz: Vivace assai
Es-Dur, 4/4-Takt, 190 Takte

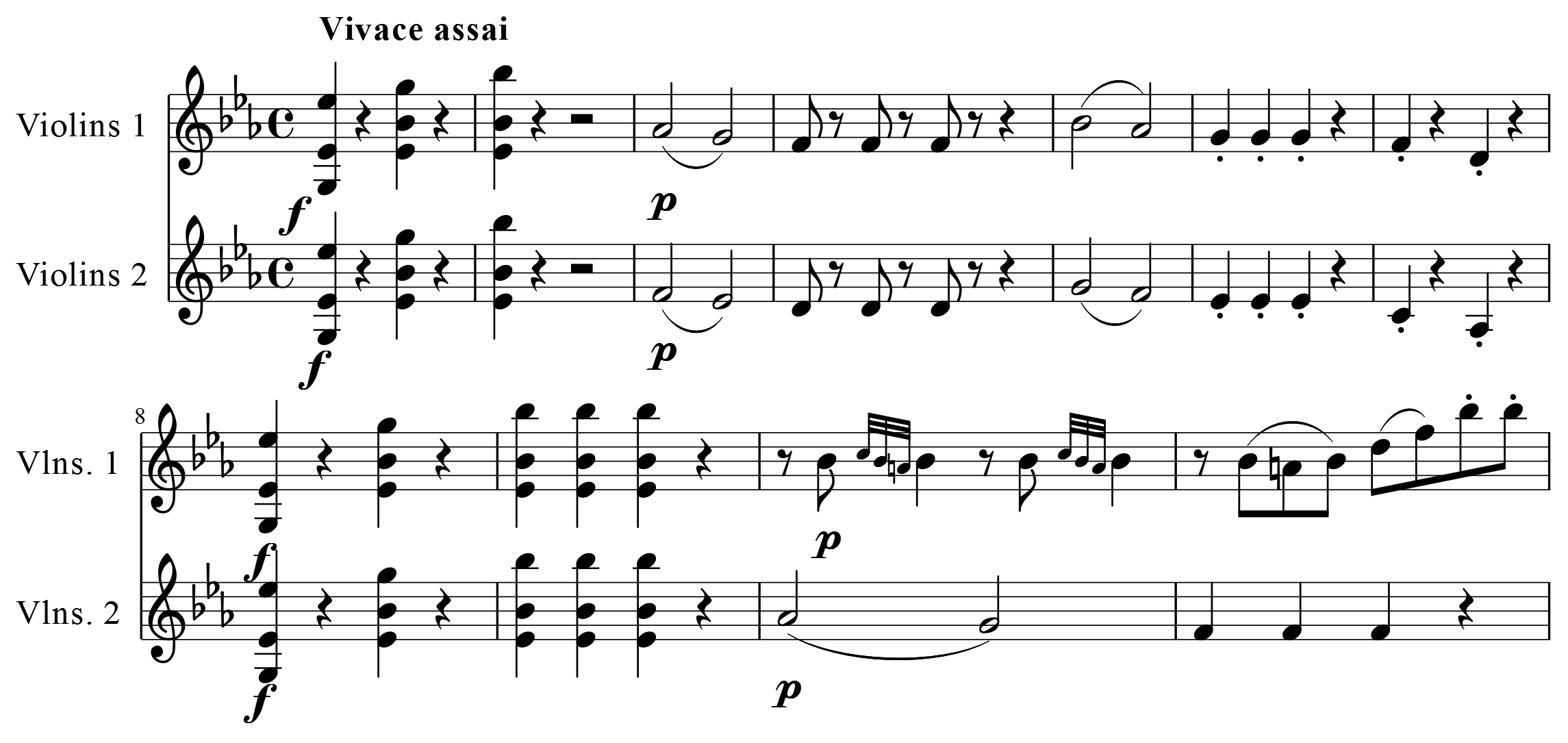
Beginn des Vivace assai

Das erste Thema ist als Kontrastthema angelegt: Zunächst spielt das ganze Orchester als „Vorhang“ im Forte drei von Pausen unterbrochene, aufsteigende Akkordschläge des Es-Dur – Dreiklangs (Takt 1 bis 2, Motiv 1). Die Streicher antworten als ruhige Piano-Phrase in absteigender Linie im Rhythmus aus zwei halben Noten und drei pausendurchsetzten Achteln. Dieses zweitaktige Motiv (Motiv 2) ist durch Wiederholung eine Stufe höher zur viertaktigen Phrase ausgebaut (Takt 3 bis 6). Nach dem Überleitungstakt 7 mit seinen zwei Akkorden wird ab Takt 8 das Thema als angereicherte Variante wiederholt: Motiv 1 ist durch Tonrepetition des letzten Akkordschlags auf insgesamt fünf Akkordschläge ausgebaut. In Motiv 2 sind Flöte und Fagott mit stimmführend, und die pausendurchsetzten drei Achtel nun vollständig durch Viertelschläge ersetzt. Die 1. Violine spielt dazu als Gegenstimme zunächst Verzierungen aus Vorschlägen und führt dann in Takt 11 ein Motiv aus Dreiachtel-Dreh-Floskel und aufsteigender Dreiklangsfigur ein (Motiv 3). Dieses Motiv ist für den weiteren Satzaufbau von wichtiger Bedeutung, „ein Extremfall der von nun an immer wieder aufgegriffenen und weiter verfeinerten Technik, gerade ein im ursprünglichen Kontext unscheinbares und ganz kleines Motiv zum Material großer Entwicklungen zu machen.“ Die fallende Linie von Motiv 2 wird dann mit dem durch Fagott und Streicher abwärts wandernden Motiv 3 und einer an Takt 7 erinnernden Schlusswendung zur mehrtaktigen Phrase kombiniert. Auf die Wiederholung dieser Phrase schließt ein Fortissimo-Block des ganzen Orchesters (Tutti) an, der anfangs durch taktweisen Wechsel von trillerartiger Figur mit Lauf abwärts (Motiv 4) sowie Es-Dur – Akkordschläge (erinnert an Motiv 1) zwischen den Violinen gekennzeichnet ist. Ab Takt 26 wechselt Haydn mit dem rhythmischen Motiv 5, das nun beide Violinen parallel spielen, zur Dominante B-Dur, die in Takt 33 mit Akkordschlägen erreicht wird.
Das zweite Thema (ab Takt 34, B-Dur) ist aus einem Motiv mit zwei aufsteigenden halben Noten und anschließender Achtelfloskel mit dreifacher Tonrepetition aufgebaut (Motiv 6). Die Figur mit den halben Noten erinnert an den Kopf von Motiv 2. In der zweiten Hälfte des Themas verselbständigt sich die Tonrepetitionsfigur, von der schließlich in der Doppeldominanten F-Dur nur noch zweifach klopfende Quinten in den Violinen übrig bleiben. Auch der zweite Forte-Block des ganzen Orchesters enthält mehrere Motive. Nach den anfänglichen Akkordschlägen (erinnert an Motiv 1) folgt eine Phrase aus fallender Figur mit starken Intervallsprüngen, c-Moll – Lauf aufwärts sowie Kadenzfloskel mit Triller. Die Phrase wird mit verlängerter Kadenzfigur wiederholt, die Exposition schließt dann mit dem Wiederaufgreifen der Trillerfigur von Motiv 4.
Die Durchführung greift die Passage von der Wiederholung des ersten Themas entsprechend Takt 10 (mit Motiv 2 und 3) als Variante mit Doppelschlags-Verzierungen in der 1. Violine auf. Mit Wechsel zum Forte wird dann Motiv 3 mit der fallenden Linie von Motiv 2 von Des-Dur aus verarbeitet, ehe ab Takt 74 die Streicher das zweite Thema in f-Moll anstimmen. Die auf das Thema folgenden „klopfenden Quinten“ werden im Folgenden unter einer an den Kopf von Motiv 2 erinnernden Begleitung als „Passage von unerwarteter Eindringlichkeit“ durch verschiedene Harmonien geführt. Howard Chandler Robbins Landon lobt diese ruhig-melancholische, chromatische Passage als eine der besten innerhalb der Haydn-Sinfonien. Nach dem Ausklingen auf G-Dur wird der Abschnitt vom Anfang der Durchführung (bzw. entsprechend Takt 10 der Exposition) dann nochmals von C-Dur aus aufgegriffen und mit dem von Akkordschlägen gestützten Motiv 3 im Forte auch ähnlich weitergeführt. Mit dieser Figur leitet Haydn zur Reprise und damit zur Tonika Es-Dur zurück.
Die Reprise ab Takt 126 ist größtenteils wie die Exposition strukturiert. Die Instrumentierung beim ersten Thema ist etwas variiert, und die „Klopfpassage“ nach dem zweiten Thema ist ausgedehnter. Exposition sowie Durchführung und Reprise werden wiederholt.
Peter Brown hebt das Vivace assai als intellektuelle Tour de force hervor, bei dem sich aus unscheinbarem Material eine hochentwickelte und logische Struktur entwickle, mit der kein anderer zeitgenössischer Komponist konkurrieren könne.

### Zweiter Satz: Adagio cantabile
B-Dur, 2/4-Takt, 113 Takte
Die Struktur des Satzes wird unterschiedlich als Variationssatz oder Rondo interpretiert.
- A-Teil: Vorstellung des Hauptthemas im Piano von der 1. Violine (beide Violinen spielen im Satz mit Dämpfer) und des als durchlaufender Alberti-Bass[3] im Staccato begleitenden Cellos. Das Thema mit seinem kennzeichnenden aufsteigenden Dreiklang zu Beginn bekommt durch die Instrumentierung einen kammermusikalisch-serenadenhaften Charakter. Je nach Standpunkt kann in der durchlaufenden Staccato-Begleitfigur des Cellos, die auch weite Teile des übrigen Satzes prägt, eine Ähnlichkeit zum Adagio cantabile der Sinfonie Nr. 68 gesehen werden.[4] Das Thema ist in sich dreiteilig strukturiert (a-b-a), wobei der achttaktige a-Teil in der Tonika B-Dur, der viertaktige Mittelteil in der Dominante F-Dur steht.
- Überleitungspassage (Takt 21 bis 24): Mit dem Kopf vom Hauptthema im Forte des ganzen Orchesters wechselt Haydn zur Dominante F-Dur.
- Der B-Teil (Takt 25 bis 41) in F-Dur ist durch seine „ausdrucksvolle chromatische Harmonik“[4] und die genau vorgeschriebenen, ausführlichen Crescendi und Decrescendi geprägt.
- Ab Takt 42 wird der A-Teil als Variante wiederholt (B-Dur): Überwiegend ist das ganze Orchester beteiligt, Flöte und 1. Oboe sind neben den Violinen stimmführend. Bei der Wiederholung des a-Teils gibt es einen kurzen imitatorischen Stimmenversatz.
- Ab Takt 62 wird der B-Teil als verkürzte Variante in der Subdominante Es-Dur wiederholt.
- In der zweiten Variante des A-Teils (B-Dur, Takt 70 bis 89) ist das Thema überwiegend in Zweiunddreißigstelbewegung aufgelöst.
- In der Coda ab Takt 90 spielen zunächst Flöte und 1. Oboe unter Fagottbegleitung versetzt den Kopf vom Hauptthema. Dann greifen die Streicher versetzt den Themenkopf auf (2. Violine – 1. Violine – Bass – Viola). Wenige Takte vor dem Schluss im Pianissimo wird der Themenkopf nochmals fortissimo hervorgehoben.

### Dritter Satz: Menuetto. Allegretto
Es-Dur, 3/4-Takt, mit Trio 50 Takte
Das Menuet im „nachdenklichen, empfindsamen Tonfall“, das mit drei Akkordschlägen beginnt, ist der mehrfache Gebrauch des lombardischen Rhythmus charakteristisch. Im Mittelteil kommt ein Triolen-Auftakt dazu.
Das Trio steht ebenfalls in Es-Dur. Die durch auf- und absteigende Staccatobewegung gekennzeichnete Melodie wird von Solofagott und 1. Violine parallel gespielt, wodurch ein besonderer Klangeffekt entsteht (ähnlich in den Trios der Sinfonien Nr. 54 und Nr. 62). In der Streicherbegleitung fehlt bemerkenswerterweise die Viola.

### Vierter Satz: Finale. Allegro assai
Es-Dur, 6/8-Takt, 135 Takte
Der rasche Satz mit Gigue-Charakter beginnt in den Streichern mit seinem „ruhigen verspielten, melodisch verwickelten Thema“, das an den Schlusssatz aus Wolfgang Amadeus Mozarts Streichquartett KV 589 erinnert. Die erste Themenphrase besteht aus einem Frage-Antwort – Motiv der Violinen, in das Viola und Bass in Gegenbewegung kurze Einwürfe geben. Die zweite Phrase für die Violinen bringt eine Floskel mit abwärts geführtem Sekundschritt, die dritte Phrase ist durch ihre vierfach klopfende Tonrepetition gekennzeichnet. Der Themenkomplex kommt nach der Wiederholung der dritten Phrase „mit einem eigenartigen melodischen Verhallen auf der Dominante“ und einer solistischen, chromatischen Passage der 1. Violine zum Stillstand. Abrupt setzt dann das Thema forte im Bass an, während die übrigen Instrumente die Gegenstimme des Basses vom Satzanfang aufgreifen, die Violinen als Variante in durchlaufender, huschender Sechzehntelbewegung, „und wir befinden uns mitten in einem Wettrennen.“ Diese rasche Sechzehntelbewegung ist auch für den weiteren Forte-Block bis zum Erreichen der Doppeldominante F-Dur prägend.
Das einprägsame zweite Thema (Dominante B-Dur, ab Takt 42) hat tänzerischen Charakter und wird wie das erste von den Streichern piano vorgetragen. Die Schlussgruppe im Forte wiederholt die schließende Wendung des Themas mit seiner abgesetzten Figur und beendet die Exposition mit der huschenden Sechzehntelbewegung aus dem vorigen Forte-Block.
Die Durchführung beginnt mit dem ersten Thema in den Violinen (2. Violine stimmführend, 1. Violine übernimmt die Einwürfe) in B-Dur. Die zweite Phrase des Themas, in der auch der Bass einsetzt, ist ausgedehnter als am Satzanfang. Die Klopfbewegung der dritten Phrase wird ab Takt 73 forte vom ganzen Orchester fortgesetzt und mündet in eine nach c-Moll kadenzierende Phrase mit Lauf abwärts und der abgesetzten Figur vom Ende des zweiten Themas. Das anschließende zweite Thema wechselt dann von c-Moll nach B-Dur als Dominante zur sich ankündigenden Reprise in Es-Dur.
In der Reprise (ab Takt 88) trägt die 2. Violine mit den Einwürfen vom Bass das erste Thema zunächst alleine vor. Ehe sie das Thema vollenden kann, bricht jedoch das ganze Orchester forte mit stimmführender 1. Violine herein, während die 2. Violine die huschende Sechzehntelbewegung aus der Exposition aufgreift. Nachdem der Themenkopf versetzt im Wechsel zwischen der 1. Violine und den übrigen Streichern mit Fagott aufwärts sequenziert wurde, folgt die Passage mit der huschenden Sechzehntelbewegung in den Violinen. Das zweite Thema ist nun durch Einwürfe der solistischen Bläser angereichert. Die Schlussgruppe ist ähnlich wie in der Exposition. Exposition sowie Durchführung und Reprise werden wiederholt.